# Aspirin For Breakfast

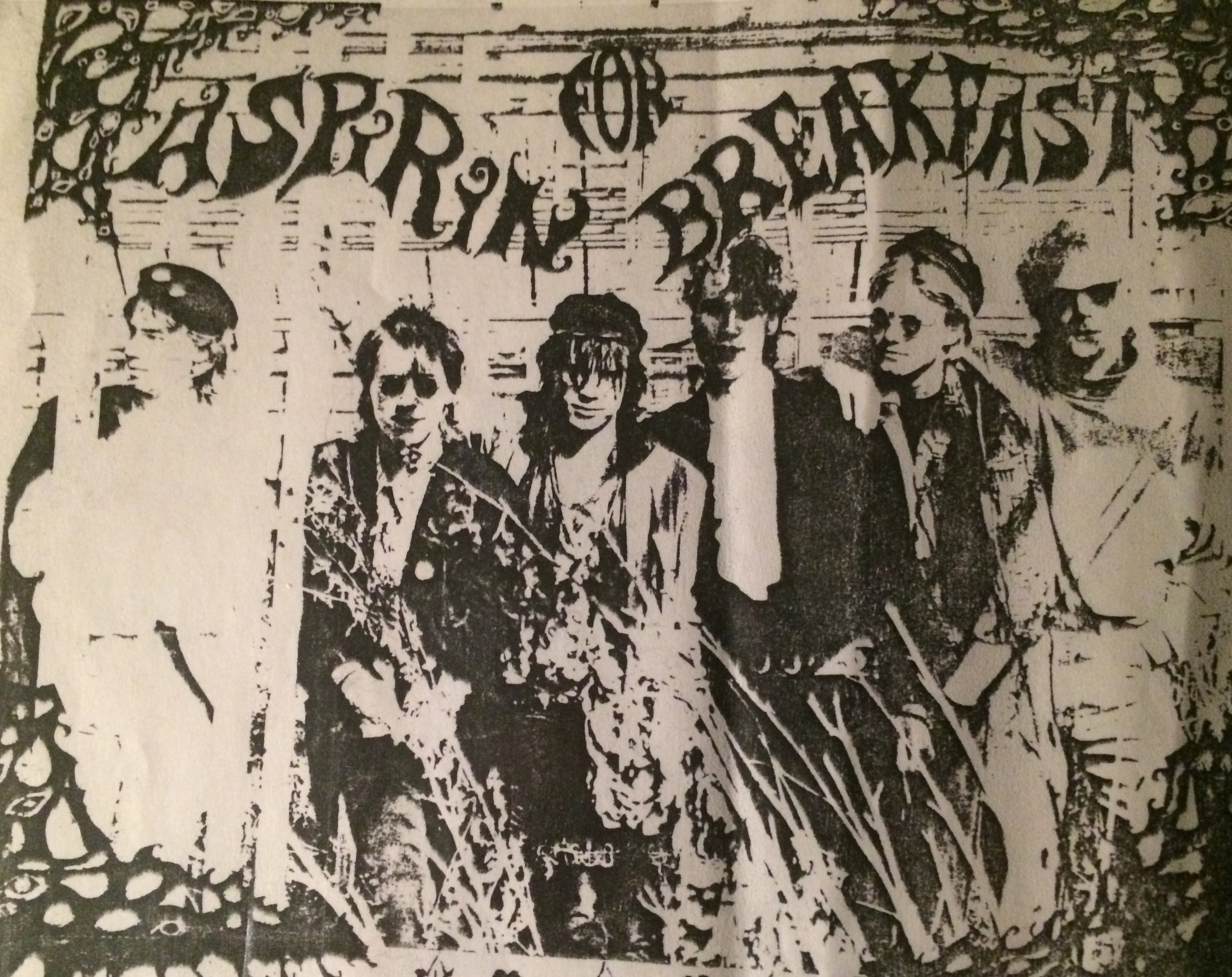
Aspirin For Breakfast

Aspirin For Breakfast var ett garagerockband som bildades i Ulricehamn 1986. Bandet hann med att spela in en singel och att ge ut albumet Fairytales From A Pillbox som bland annat uppmärksammades med ett halvtimmes program i Sveriges Radio P3 och i en recension i Aftonbladet av Kjell Häglund där skivan hamnade på listan över 1988 års bästa album.  
Strax efter genombrottet avvecklades bandet då bandets medlemmar splittrades och flyttade till olika delar av landet. Gitarristen Ulf Abrahamsson gick efter bandets upplösning vidare och blev medlem i bandet Psychotic Youth.  
2007 digitaliserades multikanalsbanden med Aspirin For Breakfasts alla studioinspelningar för att i framtiden kunna restaureras och mixas om för digital utgivning. Efter att legat i träda under många år färdigställdes materialet under december 2021 och januari 2022 för digital utgivning i form av albumet Revisited som även innehåller den tidigare outgivna låten My Lady the Magic Washing Machine.

## Medlemmar
- Ulf "Garten" Abrahamsson - Gitarr, kör
- Larsa Claesson - Sång
- Joachim "Yogi" Fritzson - Bas, kör
- Joakim "Stôlla" Jakobsson (tidigare Johansson) - Trummor
- Mecki Sandin - Gitarr, kör
- Håkke Svensson - Syntar och diverse andra ljud

## Diskografi

### Singel
- 1988 - Kiss The Flowers/Damning My Role

### Studioalbum
- 1988 - Fairytales From A Pillbox
- 2022 - Revisited

### Video
- 1988 - New Clear Daze (Scannad och digitaliserad 2021, kompletterad med nytt ljudspår från albumet Revisited 2022.)